# ماري روز تيسون
ماري روز تيسون (بالإنجليزية: Maree Rose Teesson)‏ بروفيسورة وخبيرة أسترالية في الصحة العقلية. وهي مديرة مركز ماتيلدا للبحوث في الصحة العقلية واستخدام المواد وزميلة أبحاث NHMRC في جامعة سيدني. وهي أيضًا زميلة أستاذة في معهد بلاك دوج في جامعة نيو ساوث ويلز.
وهي زميلة منتخبة في الأكاديمية الأسترالية للصحة والعلوم الطبية (FAAHMS)، وزميلة منتخبة في أكاديمية العلوم الاجتماعية في أستراليا (FASSA).